# (1338) Duponta
(1338) Duponta – planetoida z pasa głównego.

## Odkrycie
Planetoida została odkryta 4 grudnia 1934 roku w Algiers Observatory w Algierze przez Louisa Boyera. Nazwa planetoidy pochodzi od Marca Duponta, bratanka odkrywcy. Przed jej nadaniem planetoida nosiła oznaczenie tymczasowe (1338) 1934 XA.

## Orbita
Orbita 1338 Duponta nachylona jest do płaszczyzny ekliptyki pod kątem 4,81°. Na jeden obieg wokół Słońca ciało to potrzebuje 3 lat i 149 dni, krążąc w średniej odległości 2,26 au od Słońca. Mimośród orbity tej planetoidy to 0,11.

## Właściwości fizyczne
(1338) Duponta ma średnicę około 11 km. Jej jasność absolutna to 12,3m.

## Księżyc planetoidy
Na podstawie obserwacji zmian jasności krzywej blasku 1338 Duponta w 2007 roku odkryto obecność w pobliżu tej planetoidy naturalnego satelity.
Otrzymał on oznaczenie tymczasowe S/2007 (1338) 1. Ma średnicę około 3 km. Obydwa ciała oddalone są od siebie o około 25 km, obiegają wspólny środek masy w czasie 17,57 godziny.